# Alterige Giorgi
Alterige Giorgi (Codena, 1885 – Carrara, 1970) è stato uno scultore italiano attivo soprattutto tra le due guerre mondiali.

## Formazione
Scultore di buone capacità figurative, nato in una famiglia di cavatori. Nel 1904 si iscrisse alla Reale Accademia di Belle Arti di Carrara, dove fu allievo di Leonardo Bistolfi e si diplomò nel 1908. Già all'indomani del suo diploma in scultura si segnala per l'ottimo risultato raggiunto nel Concorso per il pensionato artistico nazionale, grazie al suo bassorilievo Vita Campestre; per quest'opera, la commissione giudicatrice gli concede "a premio una grande medaglia d'oro con distintissima lode", nonostante la squalifica, dovuta al ritrovamento in una sua tasca di una cartolina inviatagli da un amico, in cui era raffigurata una contadinella: era infatti proibito portarsi materiale da cui poter trarre ispirazione.
Nel 1911 partecipa al concorso di scultura per il Pensionato di Roma, dove la sua opera I gladiatori alla Meta Sudante viene premiato; la scultura, in gesso, è considerata un segno del passaggio dal realismo sociale alla riscoperta dei valori della classicità ed è conservata presso l'Accademia di Carrara. In seguito all'esito del concorso, Giorgi ottiene la possibilità di effettuare un periodo di perfezionamento presso lo studio di Giuseppe Guastalla, a Roma.
Un'artista che può avvicinarsi a Giorgi è Arturo Dazzi, con il quale aveva in comune l'apprendistato in Accademia e la medesima visione eroica esaltante la bellezza dell'anatomia umana.

## Opere

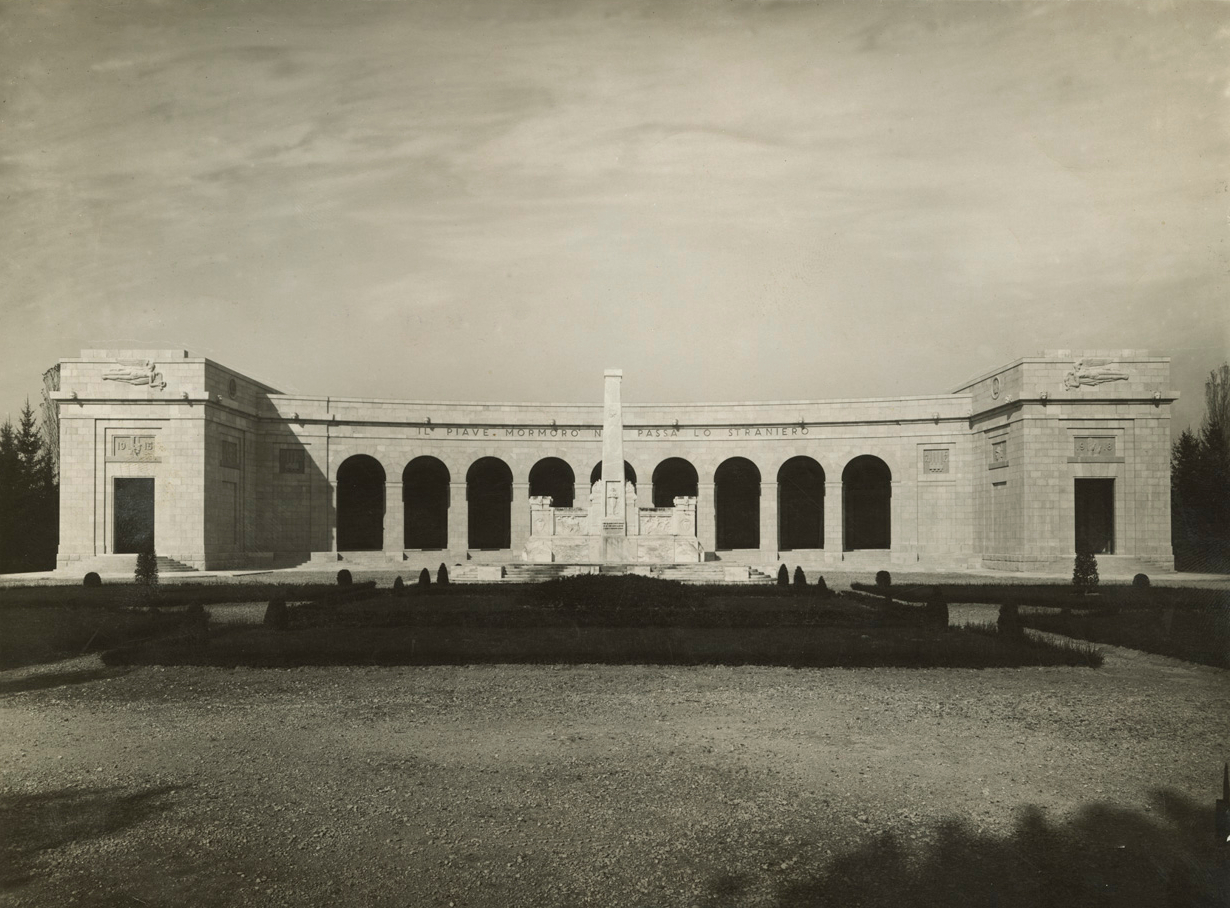
Il Sacrario di Fagarè, con l'obelisco di Alterige Giorgi (1919) attorniato dalle esedre dell'architetto Pietro Del Fabro. In questa immagine, antecedente all'occupazione nazista, le sculture di Giorgi sono ancora nella collocazione originaria

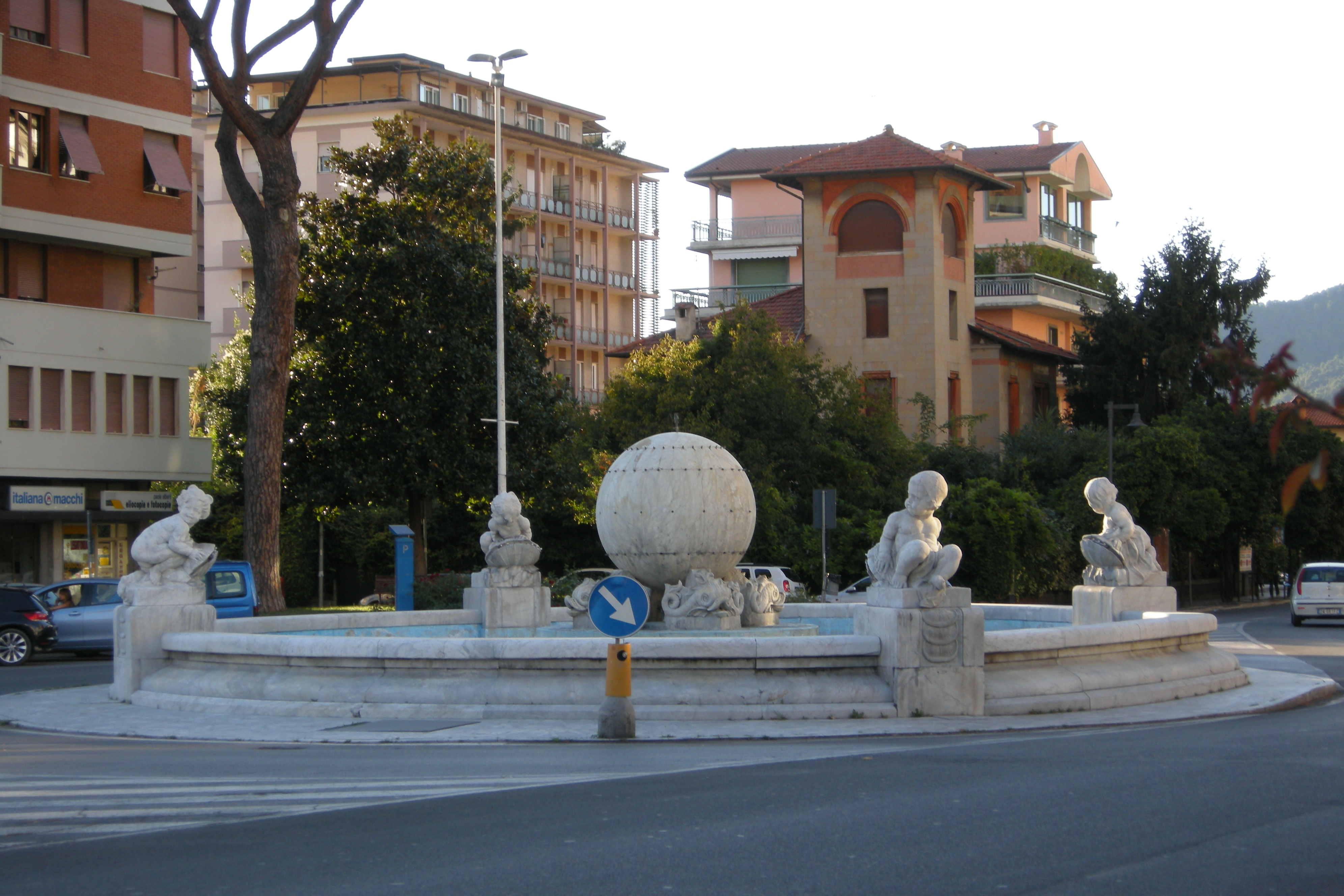
La fontana di piazza della Liberazione a Massa, con le sculture di Alterige Giorgi

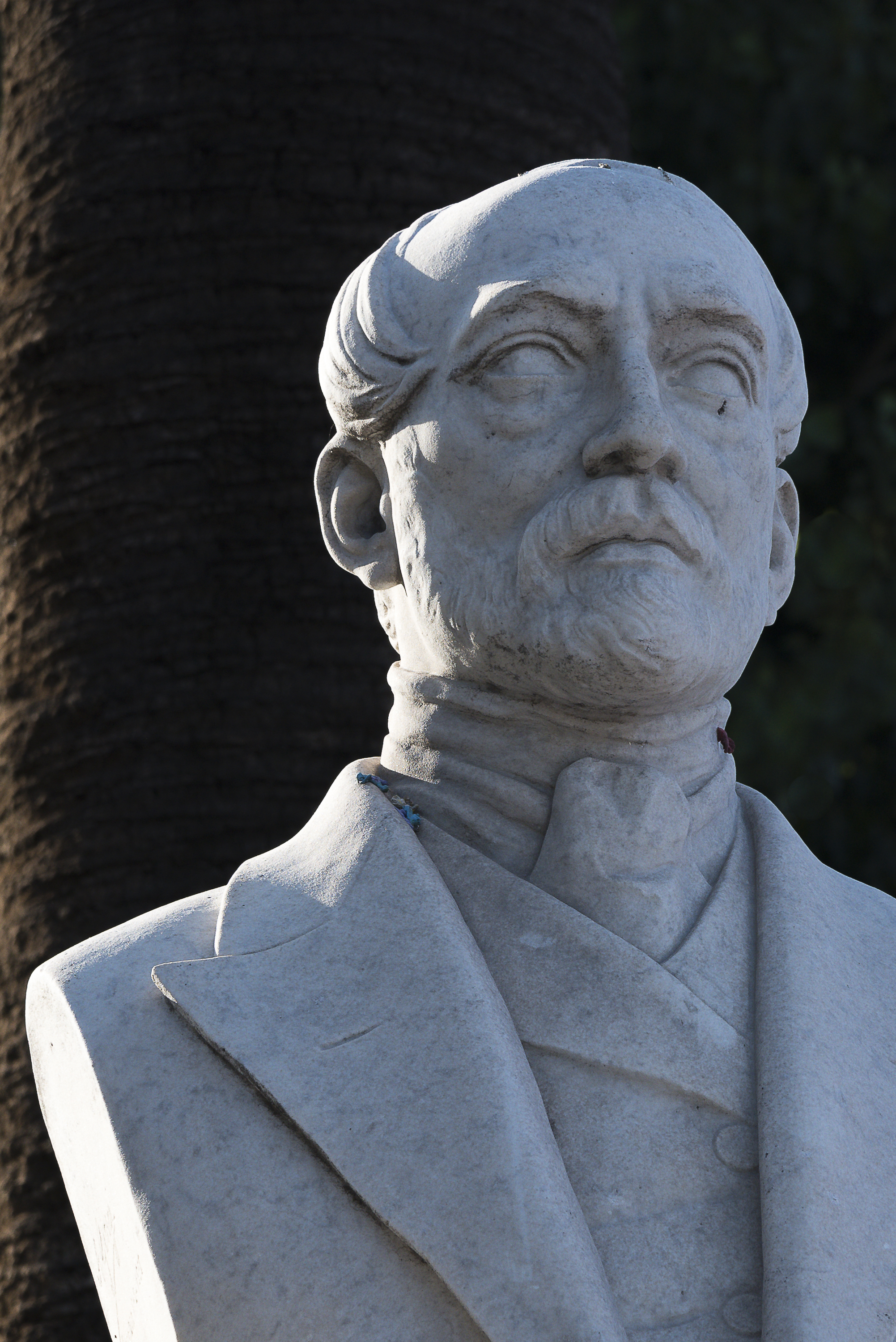
Il busto di Giuseppe Mazzini sul lungomare di Bari

### Il Sacrario di Fagarè della Battaglia
Il 1919 può considerarsi l'anno dell'affermazione definitiva di Giorgi, grazie ad un'opera di rilevanza nazionale: si tratta di due sculture poste sull'obelisco innalzato a Fagarè della Battaglia, che fu il primo monumento ossario dedicato agli eroi del Piave; per questo motivo la responsabilità affidata a Giorgi era molto alta, esaltata anche dalla significativa collocazione del sacrario nei pressi di un luogo altamente strategico durante la Battaglia del Solstizio: nei pressi della riva destra del Piave, laddove il letto del fiume si restringe e crea un'ansa. Ospita i corpi di 5.191 soldati italiani riconosciuti e di 5.350 rimasti ignoti. Il progetto architettonico era stato affidato nel 1919 all'architetto Ciro Marchetti.
Al centro dell'obelisco Giorgi collocò l' Allegoria della Vittoria, ove si percepisce l'esempio di Bistolfi; i bassorilievi laterali sono un compendio delle date salienti della Grande Guerra. Uno di essi è opera di Giorgi, gli altri tre dello scultore Marcello Mascherini:
- 24 maggio 1915 - L'entrata dell'Italia in guerra (A. Marchetti);
- 24 ottobre 1917 - La barbarie nemica sul suolo della Patria (A. Valli);
- 15 giugno 1918 - Di qui non si passa (A Valli);
- 3 novembre 1918 - Trionfo delle armi italiane (Alterige Giorgi).

Per la realizzazione delle opere di Fagarè, Giorgi si affidò ai laboratori Berretta e Lazzerini di Carrara.
Nel 1933 il governo, nell'ambito dell'esaltazione della Vittoria, decise di ampliare questo luogo della memoria, affidando il progetto all'architetto Pietro Del Fabro, che affiancò all'obelisco una grande esedra a nove navate per custodire i loculi dei caduti. Durante la Seconda Guerra Mondiale, gli occupanti nazisti distrussero l'obelisco, per il suo significato chiaramente anti-austriaco e quindi anti-germanico. Qualcuno però, molto probabilmente il custode del Sacrario, riuscì a salvare i bassorilievi di Giorgi, smontandoli e nascondendoli. Essi sono così ancor oggi ammirabili, collocati in ordine non cronologico sulla facciata del Sacrario..

### Monumento ai Caduti di Trezzo sull'Adda
Nel 1922 viene nominato Professore onorario dell'Accademia di Belle Arti di Carrara e vince il concorso per il Monumento ai Caduti di Trezzo sull'Adda

### Fontana dei quattro putti a Massa
Nel 1927 realizza a Massa i quattro putti della fontana di piazza Puccini, progettata da Cesario Fellini. Alla fine della Seconda Guerra Mondiale, fu rimossa la parte apicale della fontana, sostituita nel 1958 da una sfera di marmo cavo, sorretta sempre dai già presenti delfini. Negli anni Trenta sempre a Massa, dove è insegnante presso la Scuola d'Arte statale, scolpisce tre medaglioni in marmo bianco per la "Casa del Mutilato" in piazza Aranci e la lunetta Il battesimo di Cristo su un portale della Cattedrale.

### A Carrara e Codena
Nel 1927 lavora anche a Carrara, dove scolpisce il monumento ai caduti della frazione carrarese di Codena (di cui era nativo) e dal 1920 alla fine degli anni cinquanta, molte altre sculture per il cimitero monumentale di Marcognano, sempre a Carrara. Nel 1960 realizza anche le formelle in terracotta, della Via Crucis per il Duomo di Sant'Andrea

### San Sebastianoalla Casa del Mutilato di Ancona
Nel 1939 scolpisce un San Sebastiano per il salone delle assemblee della Casa del Mutilato di Ancona, opera purtroppo occultata negli anni '70 da pannelli di cartongesso, nel corso dell'adattamento dell'edificio, adibito a sede del consiglio regionale. Nello stesso anno entra in contatto con Arturo Martini, anche se l'arte dei due scultori percorre strade diverse.

### Altre opere
Tra le opere scolpite dopo la Seconda guerra mondiale se ne cita una posta sul lungomare di Bari: il busto a Giuseppe Mazzini, che la città di Carrara donò al capoluogo pugliese nel 1952, a ottant'anni dalla morte del grande pensatore.